# Motorola 68HC05

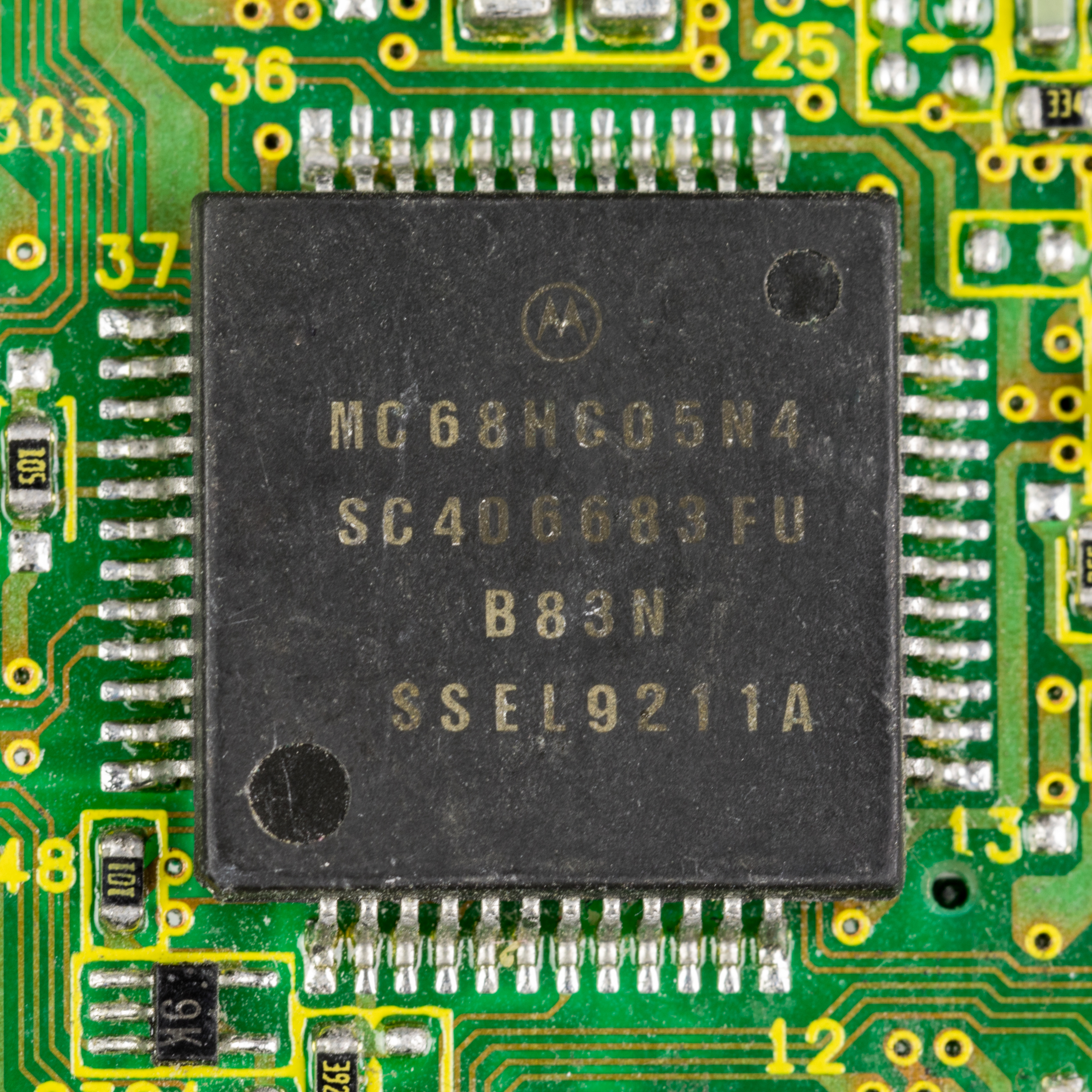
Motorola MC68HC05N4

A 68HC05, röviden HC05, 8 bites mikrovezérlők nagy családját jelenti; a Freescale Semiconductor gyártja, amely 2004-ben vált ki Motorola cégből. A Motorola mellett a Hitachi is gyártotta a 68HC05 több változatát.
A család mikroprocesszorát eredetileg a Motorola fejlesztette ki: a 68HC05 tervezésénél az alapot szintén a Motorola 6800 processzor szolgáltatta. A 68HC05 család elemei CMOS technológiával készülnek, és több mint 250 változatuk van, mindegyik más és más különböző beágyazott alkalmazási terület céljaira készül. Ezekben is megtalálhatók a 6800-as alapvető jellemzői: felépítésük a Neumann-architektúrának felel meg, és memóriába leképzett ki-/bemeneti rendszerük van.
A HC05 vezérlők processzorának összesen öt belső regisztere van: egy 8 bites A akkumulátora, egy 8 bites X indexregisztere, egy 8 bites SP veremmutatója, amelynek két legfelső bitje hardveresen az 1-esre van kötve egy 13 bites PC programszámlálója és egy 8 bites CCR állapotregisztere (a CCR a condition code register, feltételkód-regiszter rövidítése).
A HC05 sorozat mára elavultnak számít, azonban mivel sok ipari vezérlőrendszerben használatban van, pótalkatrészként még továbbra is gyártják. A csipek szerkezete évek óta változatlan. Ezt a sorozatot a Freescale HC(S)08 mikrovezérlő-sorozat váltja fel.
A 68HC05 különböző változatainak jelölésére a névben a MC68HC05 előtag és a hozzá csatolt különféle függelékek szolgálnak, így pl. az utótagok jelzik a beépített memóriák típusát és nagyságát: a MC68HC05xxx ROM, a MC68HC705xxx EPROM, a MC68HC805xxx flash memóriával van felszerelve. A MC68HC705C8A egy viszonylag gyakran használt EPROM csip.

## Fordítás
Ez a szócikk részben vagy egészben  a   Motorola 68HC05 című angol Wikipédia-szócikk ezen változatának fordításán alapul.  Az eredeti cikk szerkesztőit annak laptörténete sorolja fel. Ez a jelzés csupán a megfogalmazás eredetét és a szerzői jogokat jelzi, nem szolgál a cikkben szereplő információk forrásmegjelöléseként.